# Силијус
Силијус (итал. Silius) је насеље у Италији у округу Каљари, региону Сардинија.
Према процени из 2011. у насељу је живело 1257 становника. Насеље се налази на надморској висини од 592 м.

## Становништво
Према резултатима пописа становништва 2011. у општини је живело 1.271 становника.
| 1931. | 1936. | 1951. | 1961. | 1971. | 1981. | 1991. | 2001. | 2011. |
| ----- | ----- | ----- | ----- | ----- | ----- | ----- | ----- | ----- |
| 1.021 | 1.025 | 1.133 | 1.328 | 1.411 | 1.472 | 1.383 | 1.385 | 1.271 |